# 星云经济区
星云经济区是中華人民共和國上海市普陀區長征鎮境內的一個企業園區，成立於1995年4月，由上海求实经济发展中心和星云经济区管理委员会（一个机构两块牌子）管理，星云经济区西侧为真北路，北侧为沪嘉高速公路，南临真南路、交通路。该企業園區总体规划占地760亩。区内分三个规划小区，分別為工业区、商贸区、外资区。截至2003年已有4000多戶企業入駐，其中大多為民營企業。